# 坎普-林特福特
坎普-林特福特（德語：Kamp-Lintfort，發音：[kampˈlɪntˌfɔʁt] ⓘ）是德国北莱茵-威斯特法伦州杜塞尔多夫行政区韦瑟尔县的城市，面积164.53平方千米，2023年12月31日人口为38,731人。